# Wai Wai World 2: SOS!! Parsley Jō
Wai Wai World 2: SOS!! Parsley Jō (ワイワイワールド2 SOS!!パセリ城 Wai Wai Wārudo Tsū Esuōesu!! Paseri Jō?, lit. "Wai Wai World 2: SOS!! El castillo del perejil) es un videojuego de plataformas publicado por Konami para Famicom que salió exclusivamente en Japón en enero de 1991, siendo la secuela directa de Konami Wai Wai World. Presenta personajes y escenarios de numerosas sagas clásicas de la compañía Konami a modo de crossover. También fue relanzado para la consola virtual de Wii U el 2 de septiembre de 2015 en Japón.

## Información general
Wai Wai World 2: SOS! Paseri Jou es el segundo juego de la saga Konami Wai Wai o el en donde la compañía Konami realiza un gran crossovers entre distintos videojuegos populares de su propiedad. En esta ocasión se han reunido personajes y escenarios de series como Castlevania, Contra, Gradius, TwinBee, Ganbare Goemon, entre otras. Como es tradición en esta serie, cada escenario está basado en un videojuego de Konami distinto, incluyendo a enemigos y la música propias de dicho juego.
El juego conserva elementos del primer título, Konami Wai Wai World, como la forma de juego principal de plataformas con vista lateral y el modo cooperativo. Pero también trae muchos cambios que lo hacen considerablemente distinto. El juego ahora parece estar apuntado a jugadores más casuales, a diferencia del anterior que resultaba muy severo y diseñado para jugadores experimentados. La dificultad se ha vuelto muy accesible y los niveles ya no son laberínticos sino que siguen un recorrido lineal en donde el jugador simplemente debe avanzar derrotando a los enemigos para completar cada fase. Otra característica importante es el agregado de numerosos niveles en donde la forma de juego principal cambia por otra muy distinta como Shoot'em Up, puzle, e incluso carreras estilo Arcade.
La estética del juego también ha cambiado con un estilo super-deformered en donde los personajes lucen pequeñitos y cabezones. Los enemigos son dibujados de una forma cómica y parodian a los diseños originales en los que se basan; por ejemplo, los Moais de Gradius aparecen con ridículas caras y sombreros, mientras que el enemigo Ryukotsuki, que en Getsu Fuuma Den era un enorme esqueleto de un demonio, aquí aparece con su cuerpo original y este resulta ser el de un ridículo hombre musculoso.
Wai Wai World 2 fue publicado solamente en Japón en el año 1991 y no se hicieron versiones posteriores. En 2003 fue liberada en internet una traducción no oficial completa al idioma inglés hecha por el grupo Vice Translations. En el año 2008 también fue hecha pública una traducción no oficial al francés hecha por Terminus Traduction.

## Argumento
El Mundo Konami se encontraba en un período de paz y calma, hasta que apareció desde la oscuridad un poderoso hechicero llamado Warumon, este se dirigió al Castillo Parsley y secuestró a la Princesa Herb. Además, Warumon utilizó su magia para revivir a los villanos de Konami que comenzaron a provocar el caos y luego salió volando con el castillo hacia al espacio exterior. 
Afortunadamente, el Dr. Cinnamon pudo escapar del ataque y envió a su nueva creación, el súper robot Rickle, para combatir con las fuerzas del mal y rescatar a la princesa. Rickle, además de sus grandes habilidades, tiene el maravilloso "circuito transformable" con el que puede convertirse en los legendarios héroes de Konami y usar los poderes de estos para pelear. 

## Mecánica
Wai Wai World 2: SOS! Paseri Jou es un videojuego de plataformas de vista lateral para uno o dos jugadores en modo cooperativo. El jugador controla al personaje Rickle y el objetivo es avanzar a lo largo del nivel, evitando obstáculos y luchando con los enemigos, hasta llegar al final en donde generalmente hay un jefe que el personaje debe derrotar para poder pasar a la siguiente fase. 
El juego se compone de diez niveles, cada uno presenta sus propias características y enemigos únicos. Los niveles se suceden en orden lineal, aunque hay partes en donde al jugador se le permite escoger el camino a seguir, entre dos niveles posibles. La mayoría de los escenarios del juego mantienen el estilo de plataformas lateral, aunque también hay varias fases en donde la forma de juego y las reglas cambian completamente. En el primer por ejemplo, hay una típica escena estilo Shoot'em Up en donde el jugador controla una aeronave; en niveles más avanzados se encuentran desafíos tales como un juego de puzle, una recreación del clásico videojuego Gradius, e incluso una escena con el estilo de juego del antiguo Frogger, entre otras sorpresas. 
El personaje Rickle tiene las habilidades básicas de este tipo de juegos de saltar y atacar, además tiene como principal atributo la capacidad de transformarse al conseguir el ítem con la letra "C". Rickle puede transformarse por tiempo limitado en cinco héroes de Konami distintos, de los cuales el jugador solo puede escoger tres al iniciar la partida. Los héroes de Konami tienen el mismo control pero se diferencian por su forma de ataque y otros detalles menores. 
Una técnica fundamental del juego es aprender a usar la transformación para controlar la salud de Rickle. El personaje normalmente tiene una barra de vida representada con corazones que disminuye al recibir daño, si los corazones se agotan el personaje pierde una vida. Sin embargo, al transformarse, Rickle se hace virtualmente invulnerable y deja de sufrir daño con los ataques enemigos, en cambio pierde tiempo de transformación. Cuando este tiempo se acaba, el jugador regresa a la normalidad y vuelve a ser vulnerable. Jugando de forma inteligente, el jugador puede mantener a Rickle transformado la mayor casi todo el tiempo, almacenando y gastando de forma prudente los ítems "C" y usando los ítems de botiquines que sirven para recuperar salud y tiempo. 
El juego tiene una dificultad variable, los niveles comunes son considerablemente sencillos, mientras que los niveles con estilos alternativos pueden ser muy severos si el jugador no está preparado. En niveles como el de "carreras" o el de "Gradius" por ejemplo, el jugador pierde una vida con un simple ataque y puede perder varias vidas en muy poco tiempo. De todas maneras, el juego cuenta con continuaciones ilimitadas si se pierden todas las vidas y un sistema de Passwords para recuperar la partida. También tiene la ventaja de que al perder una vida, Rickle revive en el acto en el mismo lugar dándole una gran ventaja al jugador para superar partes difíciles. 
El juego concluye cuando el jugador logra vencer al jefe final Waldar que se encuentra al final del largo Nivel 9, tras lo cual aparece la escena de cierre y los créditos finales. 

## Personajes

### Personajes Controlables
| Personaje            | Descripción |
| -------------------- | --- |
| Rickle               | Protagonista del juego. Es un androide de combate creado por el Dr. Cinnamon con la capacidad de transformarse en los héroes de Konami por tiempo limitado. Ataca con golpes de energía que tienen un alcance medio y además tiene la habilidad exclusiva del doble salto.          |
| Goemon               | El protagonista de la extensa saga Ganbare Goemon, es un ninja ladrón que vive en el Antiguo Edo. Ataca arrojando sus kiserus en forma de bumerán, estas tienen un rango medio y se pueden lanzar dos a la vez.                                                                     |
| Upa                  | Un adorable príncipe bebe, protagonista del juego Bio Miracle Bokutte Upa. Su arma es el sonajero mágico, con el que da cortos golpes que convierten a los enemigos en nubes que se pueden usar como plataformas temporales.                                                        |
| Simon Belmont        | Un legendario cazador de vampiros que protagoniza varios títulos de la saga Castlevania. Su arma es el látigo "Vampire Killer" que tiene un rango y un poder decentes y además puede acabar con varios enemigos de un solo golpe.                                                   |
| Bill Rizer           | El principal héroe de la saga Contra. Es un soldado de élite que tiene una metralleta como arma. Su ataque tiene el mejor rango ya que puede alcanzar a enemigos en cualquier distancia, es además el único personaje que puede atacar hacia arriba.                                |
| Getsu Fūma           | Un guerrero ninja perteneciente al Japón mitológico que protagoniza el juego Getsu Fuma Den. Su arma es la espada "Hadoken", esta tiene un rango de alcance muy corto pero es el ataque más poderoso del juego y es especialmente útil para derrotar a los jefes en pocos ataques.  |
| Vic Viper y Metalion | Legendarias naves espaciales que aparecieron en los juegos de la saga Gradius y la serie Nemesis. Tienen un movimiento y un ataque de disparos muy básicos pero que rápidamente se pueden mejorar con nuevos poderes al conseguir cápulas de poder. Son controlables en el Nivel 8. |
| TwinBee y WinBee     | Las aeronaves gemelas protagonistas de la saga TwinBee. Son controlables en el tercer nivel. Tienen la capacidad de disparar y arrojar bombas, también pueden conseguir ítems y campanas para ganar nuevos poderes.                                                                 |

### Otros personajes
- Dr. Cinnamon: Un brillante científico de gran ayuda en la historia. Es le creador del robot Rickle y además le construyó numeorosos vehículos como la aeromoto para poder combatir contra las fuerzas del mal.

- Princesa Herb: La princesa del Mundo Konami, vive en el Castillo Parsley y es una defensora de la paz. La batalla comienza cuando es secuestrada junto con el castillo por Waruumon.

- Waruumon: Un hechicero con grandes poderes que viene de una lejana tierra de oscuridad. Su deseo es conquistar el mundo Konami y para ello secuestra el Castillo Parsely, con la princesa en su interior, y lo hace volar hacia el espacio como su fortaleza personal. Además usa su magia para revivir a los villanos de Konami.

## Niveles
El juego se compone de nueve niveles o mundos que se juegan en orden lineal. La forma de juego predominante es de plataformas de vista lateral aunque en varios niveles el estilo de juego y las reglas cambian. En los mundos 3, 6 y 8 el jugador puede escoger entre dos rutas alternativas para seguir. 
- Nivel 1 - Foraleza aérea

Original, Jefe: Battleship Toyaman
- Nivel 2 - Antiguo Edo

Parodia de Mr. Goemon, Jefe: Pogo-Samurai
- Nivel 3A - Donburi Island

Parodia de TwinBee, Jefe: UFO Rice Bowl
- Nivel 3B - Tierra RPG

Parodia de TwinBee, Jefe: Angry Dragon
- Nivel 4 - Galuga archipelago

Parodia de Contra, Jefe: Alien King
- Nivel 5 - Reino Ruakuyo

Parodia de Bio Miracle Bokutte Upa
- Nivel 6A - Juego de Puzle

Parodia de Loco-Motion
- Nivel 6B - Juego de carreras

Parodia de City Bomber, Jefe: Ultra Boss Trailer
- Nivel 7 - Cementerio fantasma

Parodia de Getsu Fuuma Den, Jefe: Kinniku Ryukotsuki
- Nivel 8A - Fortaleza de Bambú

Parodia de Gradius, Jefe: Cangrejo Core
- Nivel 8B - Ruinas Moai

Parodia de Gradius, Jefe: Jiang Shi Moais
- Nivel 9 - Castillo Parsley (Fase 1)

Parodia de Frogger
- Nivel 9 - Castillo Parsley (Fase 2)

Parodia de Castlevania, Jefe: Hombre Ataúd
- Nivel 9 - Castillo Parsley (Fase 3)

Original, Jefe: Waruumon

## Continuación
La compañía Konami no volvió a realizar secuelas directas de Wai Wai World, pero aun así lanzaron a los Juegos de medallas y publicó nuevos Spin-offs de la misma saga que presentan formas de juego alternativas. 
La primera fue como arcade, es de un bingo parodico llamada Wai Wai Bingo en el año 1993, la segunda es de un Jockey y jinetes de pulpos fue Wai Wai Jockey en el año 1995, y la tercera es de un juego de póquer nombrado Wai Wai Poker en el año 1997, fueron presentados por los personajes de Konami.
El primer juego derivado fue Konami Krazy Racers, lanzado para Game Boy Advance en el año 2001, un juego de carreras de Karting en donde los héroes de Konami se vuelven a reunir para competir en campeonatos de karting. El segundo título fue Konami Wai Wai Sokoban, este sólo fue lanzado para teléfonos móviles en Japón y es un juego de puzle estilo Sokoban protagonizado por los héroes de Konami.